# Alchemilla strictissima
Alchemilla strictissima är en rosväxtart som beskrevs av Sergei Vasilievich Juzepczuk. Alchemilla strictissima ingår i släktet daggkåpor, och familjen rosväxter. Inga underarter finns listade i Catalogue of Life.